# Antica Porta San Donato
L'Antica Porta San Donato est une porte des anciens murs de Lucques qui fait face à l'ouest. Elle a été construite en 1590 et est restée en activité pendant environ 50 ans lorsqu'elle a été remplacée par la nouvelle Porta San Donato entre 1629 et 1639. Elle est située dans les murs actuels de Lucques, Piazzale Verdi. 
À ce jour, la structure abrite l'office du tourisme de Lucques. 

## Galerie

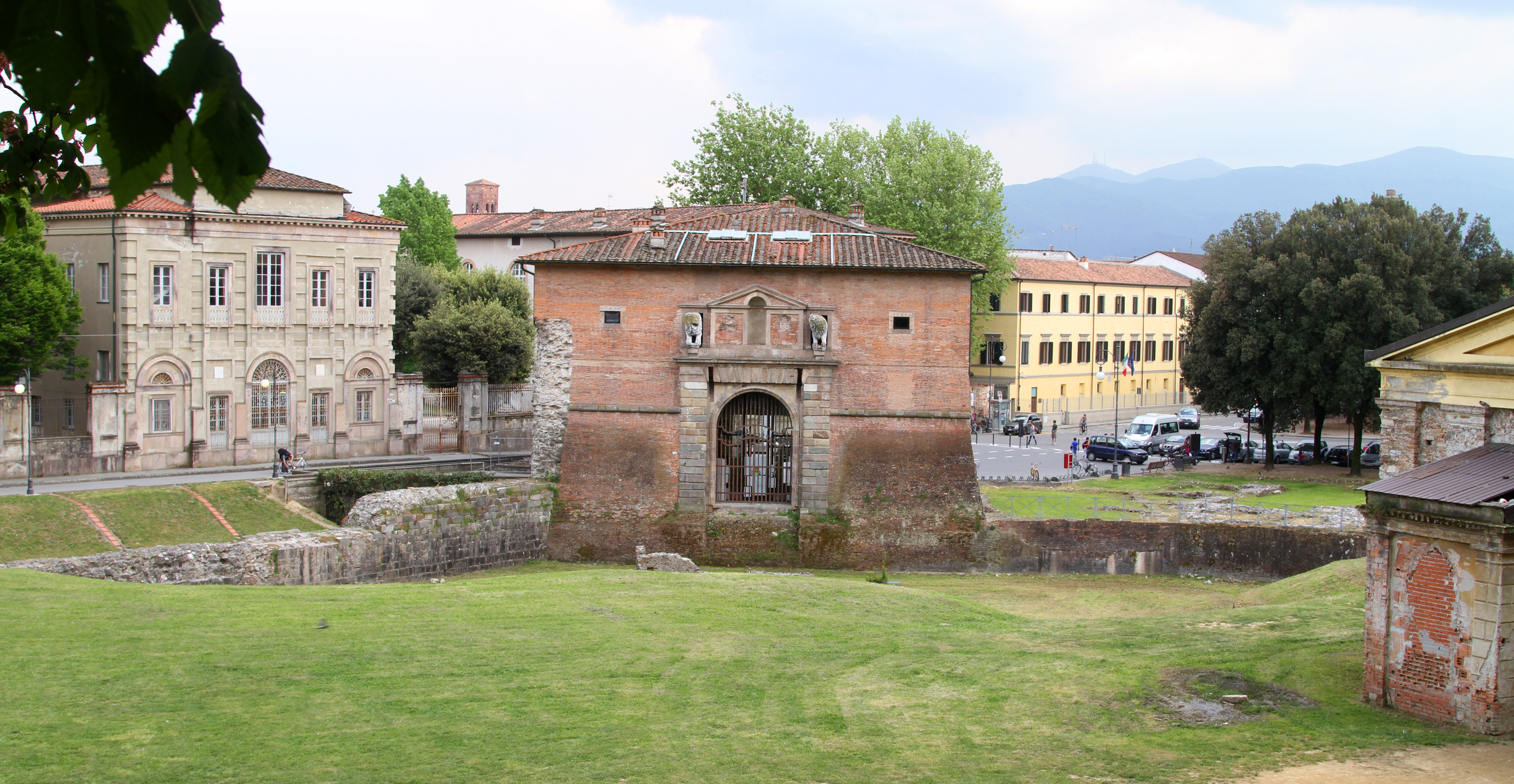
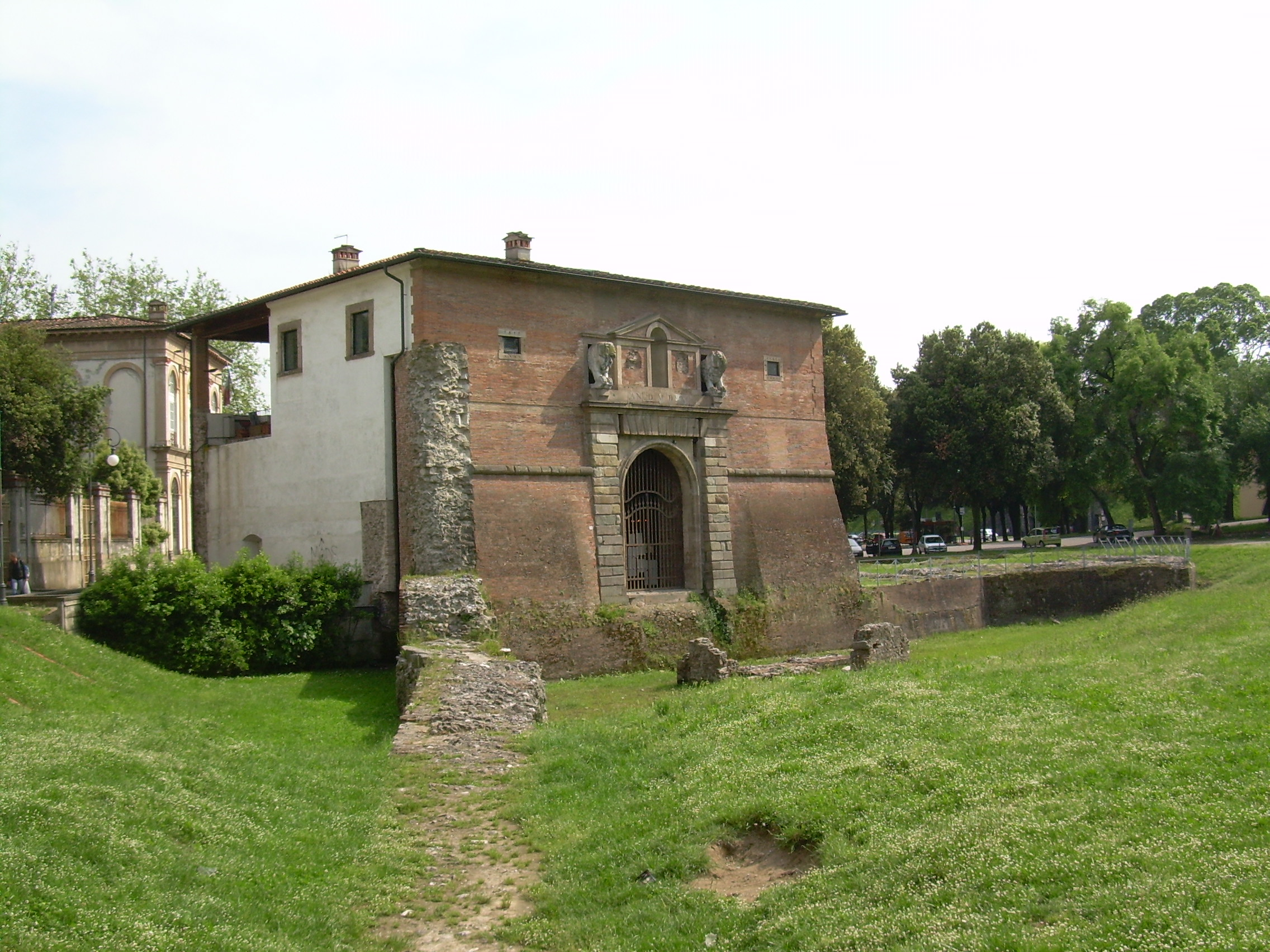
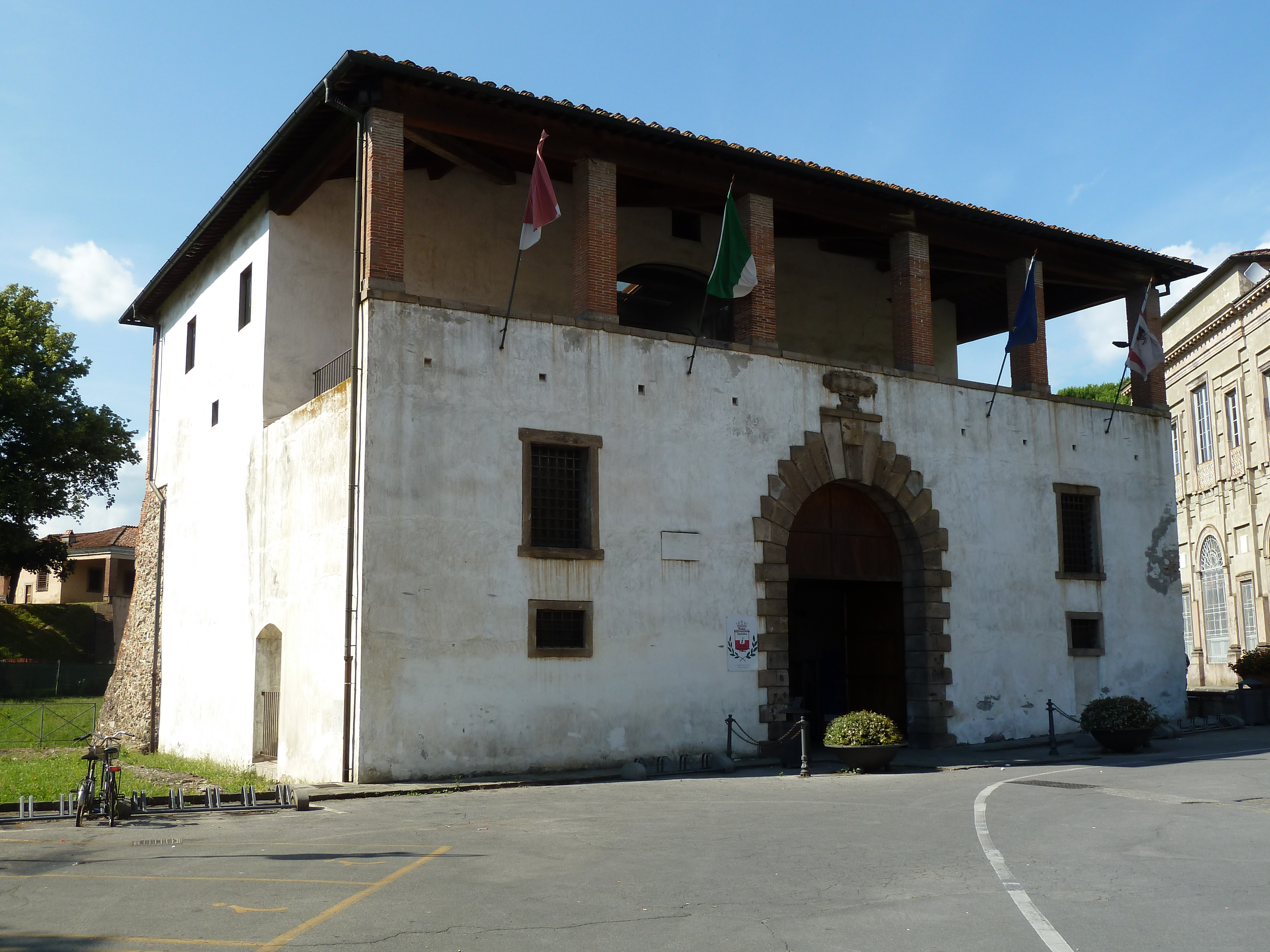
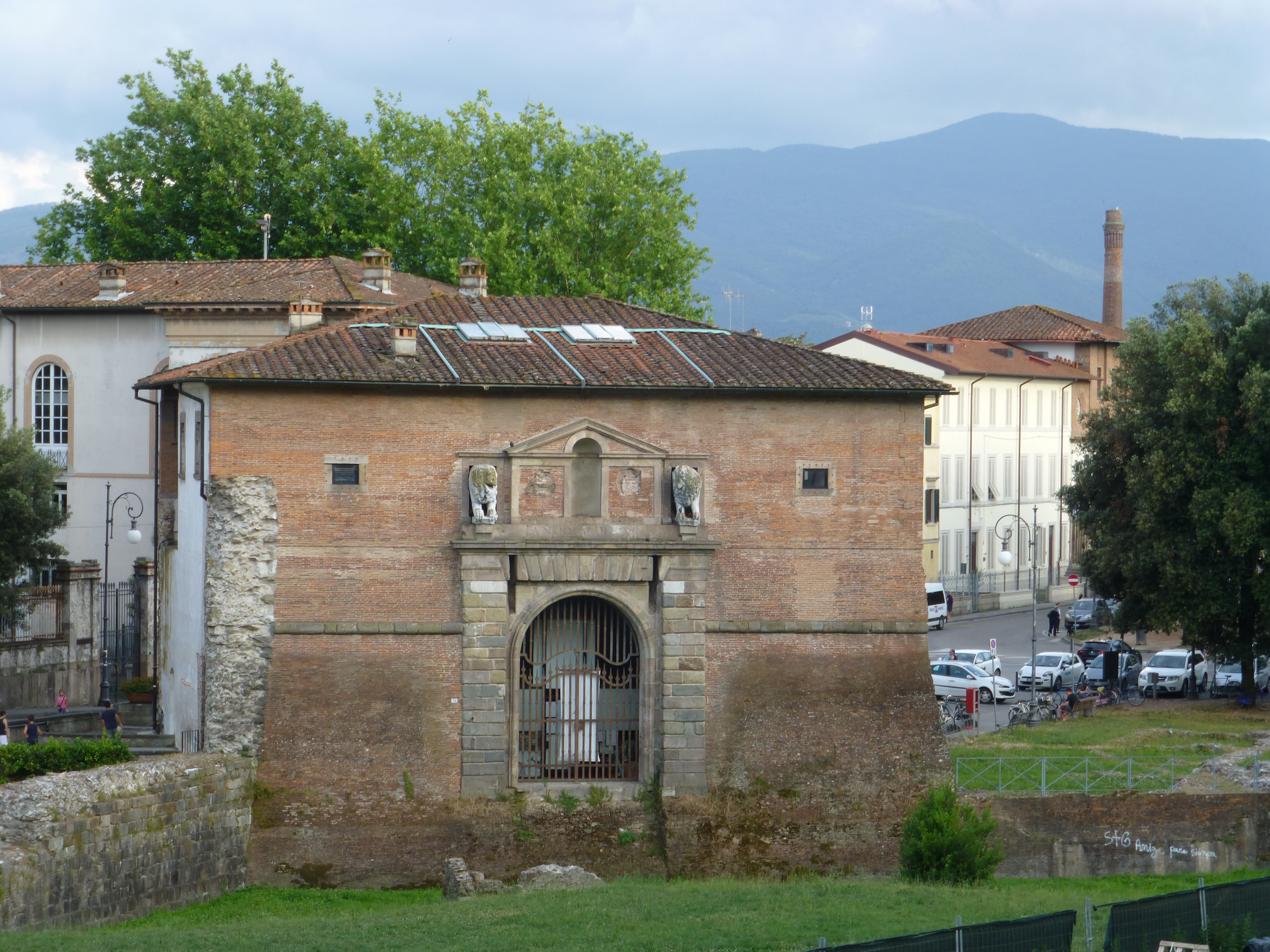